# Nejzápadnější bod Česka
Nejzápadnější bod Česka se nachází na česko-německé státní hranici v korytě hraničního Újezdského potoka (německy Mähringsbach), na katastrálním území Újezd u Krásné, zaniklé vesnice Újezd, části nejzápadnější obce Česka Krásná v okrese Cheb v Karlovarském kraji.
V místech, kde se hranice lomí opouští potok území Česka a pokračuje v zemském okrese Hof, vládní obvodu Horní Franky v německé spolkové zemi Bavorsko.
Vlastní bod je vyznačen hraničními znaky nepřímo. Leží totiž v korytě potoka mezi hraničními kameny 9C a 9DB (Deutschland Bayern) s letopočty 1844.

## Historie
V minulosti bylo za nejzápadnější místo Česka považováno česko-bavorsko-saské trojmezí. Západní okraj katastru Újezd u Krásné však leží o jeden kilometr západněji. Nejzápadnějším bodem Česka je tedy místo, kde Újezdský potok opouští území Česka a pokračuje v Bavorsku. První hraniční smlouva z roku 1764 nevyřešila veškerá sporná území a spory na česko-bavorském pomezí a proto se v dalších letech uskutečnila dodatečná jednání. Definitivní stanovení hranice mezi Rakouským císařstvím a Bavorským královstvím vycházelo z demarkačního protokolu z roku 1842 a hraniční smlouvy, podepsané ve Vídni 24. června 1862. Smlouvou se vyřešily sporné lesní pozemky, studánky a rybníky a právo myslivosti atp. Teprve touto smlouvou se ustálila česko-bavorská hranice v dodnes nezměněné podobě.
Po postoupení československého pohraničí ve prospěch Německa realizované na základě Mnichovské dohody se nejzápadnější bod Československa octnul na území nacistického Německa. Po druhé světové válce postihl vesnici Újezd odsun německého obyvatelstva. K dosídlení již nedošlo a následně se vesnice octla v hraničním pásmu a místo se stalo pro veřejnost nepřístupně. Od roku 1951 zde byla dislokovaná 4. rota Újezd, pohraničního útvaru 2. praporu Hranice, brigády Cheb.

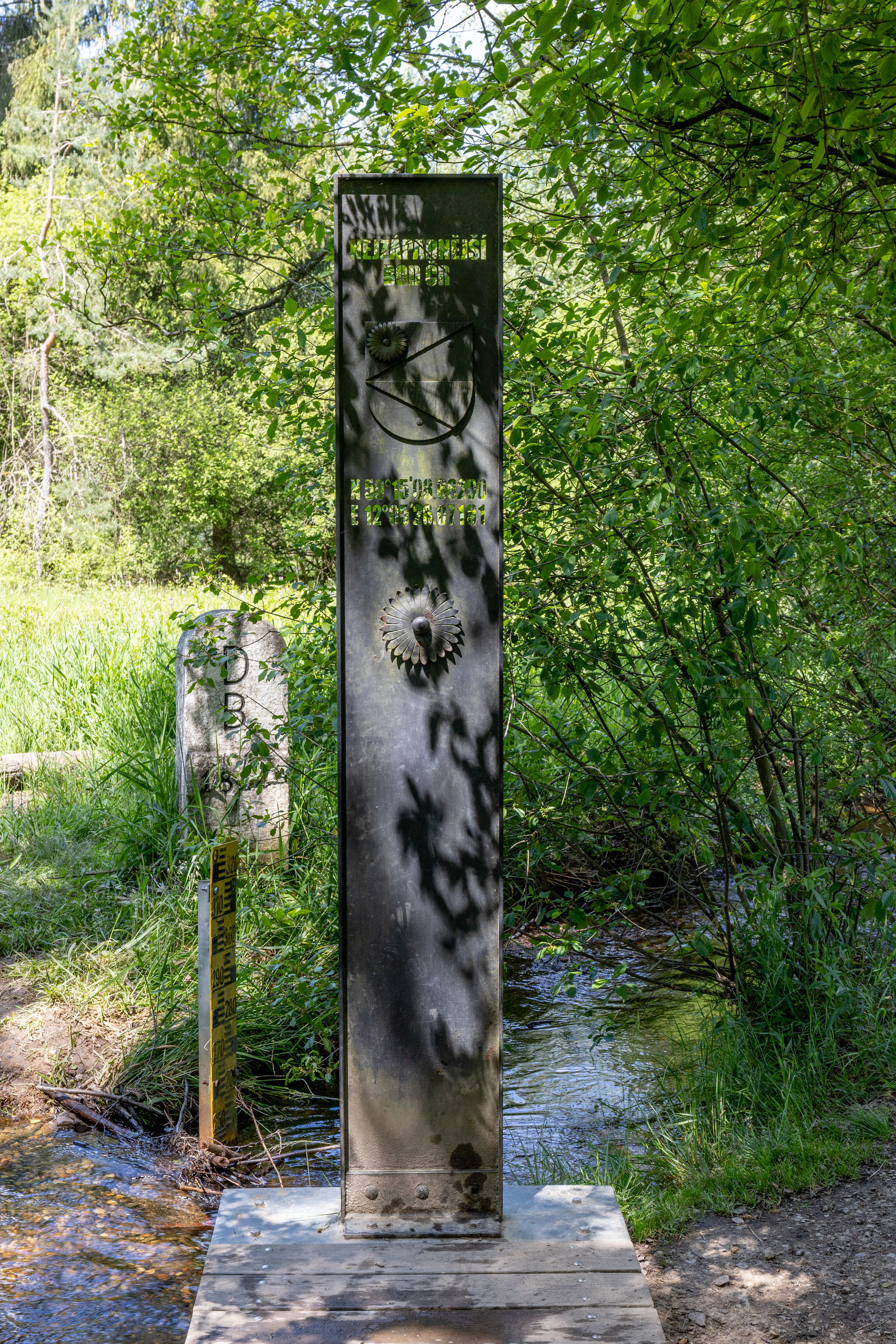
Kovový sloupek se souřadnicemi nejzápadnějšího bodu

Teprve po sametové revoluci, když došlo k otevření hranic, odstranění ostnatých drátů a zábran se na místo nejzápadnějšího bodu mohla dostat veřejnost. Chůze po státní hranice se stala specifickým koníčkem. K bodu však v 90. letech 20. století nevedla žádná cesta a turisté se museli na místo prodírat hustou vegetací. To se změnilo až v po roce 1990. Mezi hraniční kameny byl do potoka usazen ocelový sloupek s vyfrézovanými souřadnicemi N 50°15'08.66200" a E 12°05'26.07181".
V roce 2008 byl nedaleko nejzápadnějšího bodu postaven Most Evropy – Most Přátelství jako symbol zrušení hranic i česko-německého smíření. Rovněž byly instalovány ukazatele, které turisty k mostu přímo dovedou.
Po roce 2020 nechala obec Krásná postavit u nejzápadnějšího bodu jednoduchou dřevěnou patrovou útulnu, kde mohou turisté přečkat nepříznivé počasí a zdarma v patře přespat.

## Přírodní poměry
Nejzápadnější bod Česko se nachází přírodním parku Smrčiny v Ašském výběžku v geomorfologickém podcelku Ašské vrchoviny v severozápadní české části Smrčin.
Geologické podloží tvoří horniny smrčinského krystalinika saxothuringika (Sasko-durynské oblasti). Převládající horninou je zde fylit.

## Přístup
Z české strany vede k nejzápadnějšímu bodu z obce Krásná zeleně značená turistická stezka přes Štítary (ve Štítarech je i vlaková zastávka na železniční trati z Aše do Hranic), zaniklou obec Újezd, kolem památníku Obětem války a Most Evropy – Most Přátelství. Druhou možností je cesta z Krásné po cyklostezce č. 2058 do Újezdu a pokračování po zelené turistické stezce.